# La Tossa (Tivissa)
La Tossa és una muntanya de 718 metres que es troba al municipi de Tivissa, a la comarca catalana de la Ribera d'Ebre.
Al cim podem trobar-hi un vèrtex geodèsic (referència 255143001).
Aquest cim està inclòs al llistat dels 100 cims de la FEEC.  